# Revisão constitucional (Portugal)
A revisão constitucional em Portugal encontra-se prevista na Constituição da República Portuguesa de 1976. Esta previsão constitucional dota a Assembleia da República, órgão de soberania representativo dos cidadãos portugueses, dos necessários poderes para a  condução do processo de revisão constitucional.

## Processo
A Constituição da República Portuguesa prevê, nos artigos 284.º a 289.º, os mecanismos em que assentam os processos da sua própria revisão. 1. A Assembleia da República pode rever a Constituição decorridos cinco anos sobre a data da publicação da última lei de revisão ordinária, embora possa assumir, em qualquer momento, poderes de revisão extraordinária por maioria de quatro quintos dos Deputados em efetividade de funções.  
A iniciativa da revisão compete aos Deputados, que apresentam um projeto de revisão constitucional para dar início ao processo. Quaisquer outros projetos que se pretendam associar a esse processo de revisão constitucional devem ser apresentados no prazo de trinta dias após o primeiro. 
Após esse prazo, é constituída uma Comissão Eventual para a Revisão Constitucional, por meio da aprovação de um projeto de deliberação da iniciativa do Presidente da Assembleia da República, que fixa o prazo da execução dos trabalhos e a composição da Comssão. A Comissão, em pleno exercício das suas funções, faz aprovar um regulamento, discute e delibera sobre as propostas apresentadas e apresenta um relatório ao Plenário da Assembleia da República no final dos trabalhos. 
As alterações da Constituição são aprovadas por maioria de dois terços dos Deputados em efetividade de funções, presentes em reunião plenária. As alterações que forem aprovadas serão reunidas numa única lei de revisão. O Presidente da República não pode recusar a promulgação da lei de revisão. As alterações da Constituição serão inseridas no lugar próprio, mediante as substituições, as supressões e os aditamentos necessários, sendo que a Constituição, no seu novo texto, será publicada conjuntamente com a lei de revisão. 

### Limites
As revisões constitucionais devem observar os limites materiais e circunstanciais previstos nos artigos 288.º e 289.º da Constituição, respetivamente. Quer isto dizer que nenhum projeto de revisão constitucional pode conter propostas que coloquem em causa determinados princípios e direitos consagrados na Constituição.  
Consideram-se limites materiais: 
- A independência nacional e a unidade do Estado;
- A forma republicana de governo;
- A separação das Igrejas do Estado;
- Os direitos, liberdades e garantias dos cidadãos;
- Os direitos dos trabalhadores, das comissões de trabalhadores e das associações sindicais;
- A coexistência do setor público, do setor privado e do setor cooperativo e social de propriedade dos meios de produção;
- A existência de planos económicos no âmbito de uma economia mista;
- O sufrágio universal, direto, secreto e periódico na designação dos titulares eletivos dos órgãos de soberania, das regiões autónomas e do poder local, bem como o sistema de representação proporcional;
- O pluralismo de expressão e organização política, incluindo partidos políticos, e o direito de oposição democrática;
- A separação e a interdependência dos órgãos de soberania;
- A fiscalização da constitucionalidade por ação ou por omissão de normas jurídicas;
- A independência dos tribunais;
- A autonomia das autarquias locais;
- A autonomia político-administrativa dos arquipélagos dos Açores e da Madeira.

Relativamente aos limites circunstanciais da revisão, a Constituição prevê que nenhum ato de revisão constitucional pode ser praticado na vigência de estado de sítio ou de estado de emergência.

## Revisões ocorridas desde 1976
A Constituição da República Portuguesa, desde a sua primeira versão aprovada em 1976, já sofreu sete revisões constitucionais.  
A primeira revisão deu-se após um longo processo, entre abril de 1981 e 30 de setembro de 1982, que alterou o articulado inicial do texto fundamental, o qual refletia opções políticas e ideológicas decorrentes do período revolucionário que se seguiu à rutura com o anterior regime autoritário do Estado Novo, consagrando a transição para o socialismo, assente na nacionalização dos principais meios de produção e mantendo a participação do Movimento das Forças Armadas no exercício do poder político, através do Conselho da Revolução. A revisão constitucional de 1982 procurou, assim, diminuir a carga ideológica da Constituição, flexibilizar o sistema económico e redefinir as estruturas do exercício do poder político, sendo extinto o Conselho da Revolução e criado o Tribunal Constitucional. 
Em 1989, teve lugar a 2.ª revisão constitucional, que deu maior abertura ao sistema económico, nomeadamente pondo termo ao princípio da irreversibilidade das nacionalizações diretamente efetuadas após o 25 de Abril de 1974.
As terceira e quarta revisões que se seguiram, respetivamente em 1992 e 1997, vieram adaptar o texto constitucional aos princípios dos Tratados da União Europeia, nomeadamente os de Maastricht e de Amesterdão, consagrando ainda outras alterações referentes, designadamente, à capacidade eleitoral de cidadãos estrangeiros, à possibilidade de criação de círculos uninominais e ao direito de iniciativa legislativa aos cidadãos, reforçando também os poderes legislativos exclusivos da Assembleia da República.
Em 2001, a Constituição foi revsta pela quinta vez na sua História, a fim de permitir a ratificação, por Portugal, da Convenção que cria o Tribunal Penal Internacional, alterando as regras de extradição.
A 6.ª revisão constitucional, aprovada em 2004, aprofundou a autonomia político-administrativa das regiões autónomas dos Açores e da Madeira, designadamente aumentando os poderes das respetivas Assembleias Legislativas e eliminando o cargo de “Ministro da República”, criando o de “Representante da República”. Foram também alteradas e clarificadas normas referentes às relações internacionais e ao direito internacional, como, por exemplo, a relativa à vigência na ordem jurídica interna dos tratados e normas da União Europeia. Foi, ainda, aprofundado o princípio da limitação dos mandatos, designadamente dos titulares de cargos políticos executivos, bem como reforçado o princípio da não discriminação, nomeadamente em função da orientação sexual.
Em 2005, foi aprovada a 7.ª revisão constitucional que, através do aditamento de um novo artigo, permitiu a realização de referendo sobre a aprovação de tratado que vise a construção e o aprofundamento da União Europeia.
Para além destas revisões constitucionais consumadas, foram despoletados outros processos de revisão constitucional cujas propostas não foram votadas, nomeadamente em 2010/2011e 2022, que congregava oito projetos de revisão constitucional de cada um dos partidos representados na Assembleia da República.
Por iniciativa da Iniciativa Liberal, irá iniciar um novo processo de revisão constitucional na Assembleia da República resultante das Eleições legislativas portuguesas de 2025.